# ブレイヴ・ニュー・ワールド (ザ・リッピントンズのアルバム)
| 専門評論家によるレビュー | 専門評論家によるレビュー |
| レビュー・スコア         | レビュー・スコア         |
| 出典                     | 評価                     |
| ------------------------ | ------------------------ |
| Allmusic                 | link                     |

『ブレイヴ・ニュー・ワールド』（Brave New World）は、フュージョン・バンド、ザ・リッピントンズが1996年にGRPレコードよりリリースしたアルバム。リーダーのラス・フリーマンとアンディ・ハワードが創設したピーク・レコードの制作に変わることとなり、GRPからリリースした最後のアルバムになる。
ボーカル曲であるアイズレー・ジェスパー・アイズレーの「Caravan of Love」、ビートルズの「ホワイル・マイ・ギター・ジェントリー・ウィープス」、マクファデン&ホワイトヘッドの「Ain't No Stoppin' Us Now」をカバーしている。フィル・ペリーやウィスパーズをゲスト・ボーカルに迎えている。

## トラックリスト
| 全作曲: ラス・フリーマン *はアーニー・アイズレーとマーヴィン・アイズレー、クリス・ジェスパー、 **はジョージ・ハリスン、 ***はジェリー・コヘン、ジーン・マクファデン、ジョン・ホワイトヘッドによる。 |                                                                                         |       | |      |
| # | タイトル                                                                                | 作詞  | 作曲・編曲 | 時間 |
| 1. | 「ブレイヴ・ニュー・ワールド - "Brave New World"」                                      |       | ラス・フリーマン *は アーニー・アイズレー と マーヴィン・アイズレー 、クリス・ジェスパー、 **は ジョージ・ハリスン 、 ***はジェリー・コヘン、ジーン・マクファデン、ジョン・ホワイトヘッドによる | 4:14 |
| 2. | 「アーバン・ワンダラー - "Urban Wanderer"」                                             |       | ラス・フリーマン *は アーニー・アイズレー と マーヴィン・アイズレー 、クリス・ジェスパー、 **は ジョージ・ハリスン 、 ***はジェリー・コヘン、ジーン・マクファデン、ジョン・ホワイトヘッドによる | 4:41 |
| 3. | 「キー・トゥ・ザ・フォービドゥン・シティ - "Key to the Forbidden City"」                |       | ラス・フリーマン *は アーニー・アイズレー と マーヴィン・アイズレー 、クリス・ジェスパー、 **は ジョージ・ハリスン 、 ***はジェリー・コヘン、ジーン・マクファデン、ジョン・ホワイトヘッドによる | 4:46 |
| 4. | 「ハイダウェイ - "Hideaway"」                                                           |       | ラス・フリーマン *は アーニー・アイズレー と マーヴィン・アイズレー 、クリス・ジェスパー、 **は ジョージ・ハリスン 、 ***はジェリー・コヘン、ジーン・マクファデン、ジョン・ホワイトヘッドによる | 5:10 |
| 5. | 「キャラヴァン・オブ・ラヴ - "Caravan of Love"*」                                       |       | ラス・フリーマン *は アーニー・アイズレー と マーヴィン・アイズレー 、クリス・ジェスパー、 **は ジョージ・ハリスン 、 ***はジェリー・コヘン、ジーン・マクファデン、ジョン・ホワイトヘッドによる | 4:04 |
| 6. | 「フェイス - "Faith"」                                                                  |       | ラス・フリーマン *は アーニー・アイズレー と マーヴィン・アイズレー 、クリス・ジェスパー、 **は ジョージ・ハリスン 、 ***はジェリー・コヘン、ジーン・マクファデン、ジョン・ホワイトヘッドによる | 4:32 |
| 7. | 「ファースト・タイム・アイ・ソウ・ハー - "First Time I Saw Her"」                       |       | ラス・フリーマン *は アーニー・アイズレー と マーヴィン・アイズレー 、クリス・ジェスパー、 **は ジョージ・ハリスン 、 ***はジェリー・コヘン、ジーン・マクファデン、ジョン・ホワイトヘッドによる | 4:25 |
| 8. | 「シカーダ - "Cicada"」                                                                 |       | ラス・フリーマン *は アーニー・アイズレー と マーヴィン・アイズレー 、クリス・ジェスパー、 **は ジョージ・ハリスン 、 ***はジェリー・コヘン、ジーン・マクファデン、ジョン・ホワイトヘッドによる | 5:43 |
| 9. | 「ホワイル・マイ・ギター・ジェントリー・ウィープス - "While My Guitar Gently Weeps"**」 |       | ラス・フリーマン *は アーニー・アイズレー と マーヴィン・アイズレー 、クリス・ジェスパー、 **は ジョージ・ハリスン 、 ***はジェリー・コヘン、ジーン・マクファデン、ジョン・ホワイトヘッドによる | 4:44 |
| 10. | 「エイント・ノー・ストッピン・アス・ナウ - "Ain't No Stoppin' Us Now"***」              |       | ラス・フリーマン *は アーニー・アイズレー と マーヴィン・アイズレー 、クリス・ジェスパー、 **は ジョージ・ハリスン 、 ***はジェリー・コヘン、ジーン・マクファデン、ジョン・ホワイトヘッドによる | 4:43 |
| 11. | 「ヴァーチャル・リアリティー - "Virtual Reality"」                                      |       | ラス・フリーマン *は アーニー・アイズレー と マーヴィン・アイズレー 、クリス・ジェスパー、 **は ジョージ・ハリスン 、 ***はジェリー・コヘン、ジーン・マクファデン、ジョン・ホワイトヘッドによる | 5:06 |
| 合計時間: | 合計時間:                                                                               | 52:08 | |      |

## 参加ミュージシャン
- ラス・フリーマン - ギター、キーボード、ベース
- トニー・モレイアス - ドラムス
- キム・ストーン - ベース
- スティーヴ・リード - パーカッション
- デイヴィッド・コチャンスキー - ピアノ
- ジェフ・カシワ - サックス、EWI

- ブランダン・フィールズ - サックス(#7, 11)
- エリック・マリエンサル - サックス(#1, 3)

- フィル・ペリー - ボーカル
- ウィスパーズ - ボーカル

- ホーン・セクション
  - ジェリー・ヘイ - トランペット
  - ゲイリー・グラント - トランペット
  - ビル・ライヒェンバッハ - トロンボーン

他